# BSG Osnabrück
Die BSG Osnabrück (offiziell: Billard Sport Gemeinschaft Osnabrück e. V.) ist ein Billardverein aus Osnabrück. Die erste Poolbillardmannschaft des Vereins wurde 2008 Deutscher Meister.

## Geschichte
Die BSG Osnabrück wurde 2005 durch einen Finalsieg gegen Fortuna Bexbach deutscher Pokalsieger. Ein Jahr später gelang es dem Verein, seinen Titel im Finale gegen den PBC Joker Geldern erfolgreich zu verteidigen. In der Saison 2006/07 schafften die Osnabrücker als Meister der 2. Bundesliga den Aufstieg in die 1. Bundesliga. Bereits in seiner ersten Erstligasaison wurde der Verein zwei Punkte vor dem PBC Berrenrath und dem BC Sindelfingen Deutscher Meister. Ein Jahr später stieg man jedoch als Siebtplatzierter in die 2. Bundesliga ab. In der Saison 2009/10 erreichte man ungeschlagen den ersten Platz und schaffte damit den direkten Wiederaufstieg. 2011 wurde Osnabrück in der Bundesliga Vierter. In den folgenden beiden Spielzeiten entging man als Sechster jeweils knapp dem Abstieg, bevor man 2014 mit nur drei Punkten Achter wurde und damit in die zweite Liga abstieg. In der Saison 2014/15 belegte man mit 20 Punkten Rückstand auf den BC Queue Hamburg den zweiten Platz. In der folgenden Spielzeit verpasste die BSG Osnabrück erneut als Zweitplatzierter den Aufstieg in die erste Liga, nun jedoch lediglich zwei Punkte hinter dem PBC Sankt Augustin.
Die zweite Mannschaft der BSG Osnabrück stieg 2011 in die Regionalliga auf. Nachdem sie in der Saison 2011/12 Dritter geworden war, wurde sie in die Oberliga zurückgezogen. Dort erreichte sie 2015 den ersten Platz sowie 2013 und 2016 den zweiten Platz.

### Platzierungen seit 2003
| Erste Mannschaft | Erste Mannschaft       | Erste Mannschaft |
| Saison           | Liga (Spielklasse)     | Platz            |
| ---------------- | ---------------------- | ---------------- |
| 2002/03          | 2. Bundesliga Nord (2) | 5                |
| 2003/04          | 2. Bundesliga Nord (2) | 4                |
| 2004/05          | 2. Bundesliga Nord (2) | 2                |
| 2005/06          | 2. Bundesliga Nord (2) | 4                |
| 2006/07          | 2. Bundesliga Nord (2) | 1                |
| 2007/08          | 1. Bundesliga (1)      | 1                |
| 2008/09          | 1. Bundesliga (1)      | 7                |
| 2009/10          | 2. Bundesliga Nord (2) | 1                |
| 2010/11          | 1. Bundesliga (1)      | 4                |
| 2011/12          | 1. Bundesliga (1)      | 6                |
| 2012/13          | 1. Bundesliga (1)      | 6                |
| 2013/14          | 1. Bundesliga (1)      | 8                |
| 2014/15          | 2. Bundesliga Nord (2) | 2                |
| 2015/16          | 2. Bundesliga Nord (2) | 2                |
| 2016/17          | 2. Bundesliga Nord (2) | 4                |
| 2017/18          | 2. Bundesliga Nord (2) | 8                |
| 2018/19          | Regionalliga Nord (3)  | 1                |
| 2019/20          | 2. Bundesliga Nord (2) | 6                |
| 2020/21          | 2. Bundesliga Nord (2) | /                |
| 2021/22          | 2. Bundesliga Nord (2) | 3                |

| Zweite Mannschaft | Zweite Mannschaft          | Zweite Mannschaft |
| Saison            | Liga (Spielklasse)         | Platz             |
| ----------------- | -------------------------- | ----------------- |
| 2002/03           | nicht bekannt              | nicht bekannt     |
| 2003/04           | nicht bekannt              | nicht bekannt     |
| 2004/05           | nicht bekannt              | nicht bekannt     |
| 2005/06           | nicht bekannt              | nicht bekannt     |
| 2006/07           | nicht bekannt              | nicht bekannt     |
| 2007/08           | nicht bekannt              | nicht bekannt     |
| 2008/09           | nicht bekannt              | nicht bekannt     |
| 2009/10           | nicht bekannt              | nicht bekannt     |
| 2010/11           | Oberliga Niedersachsen (4) | 2                 |
| 2011/12           | Regionalliga Nord-West (3) | 4                 |
| 2012/13           | Oberliga Niedersachsen (4) | 2                 |
| 2013/14           | Oberliga Niedersachsen (4) | 6                 |
| 2014/15           | Oberliga Niedersachsen (4) | 1                 |
| 2015/16           | Oberliga Niedersachsen (4) | 2                 |
| 2016/17           | Oberliga Niedersachsen (4) | 2                 |
| 2017/18           | Oberliga Niedersachsen (4) | 1                 |
| 2018/19           | Oberliga Niedersachsen (4) | 7                 |
| 2019/20           | Oberliga Niedersachsen (4) | 3                 |
| 2020/21           | Oberliga Niedersachsen (4) | /                 |
| 2021/22           | Oberliga Niedersachsen (4) | 2                 |

## Aktuelle und ehemalige Spieler
(Auswahl)
| - John Blacklaw - Theodor Buchsmann - Mehmet Bulut - Vilmos Földes - Oliver Firtzlaff - Klaus Hebestreit - Sergej Hetke - Alexander Kerstin | - Philip Rüthemann - Michael Ruwe - René Schaerf - Gilliano Smit - Martin Steinlage - Marcus Westen - Detlef Zedler - Oliver Ortmann |